# Nový Ruskov
Nový Ruskov est un village de Slovaquie situé dans la région de Košice.

## Histoire
Première mention écrite du village en 1214.

## Démographie

### Évolution de la population
| Année:               | 1994. | 2004.   | 2014.   | 2024.   |
| -------------------- | ----- | ------- | ------- | ------- |
| Nombre de personnes: | 659   | 637     | 642     | 695     |
| Différence:          |       | -3,33 % | +0,78 % | +8,25 % |

| Année:               | 2023. | 2024.   |
| -------------------- | ----- | ------- |
| Nombre de personnes: | 683   | 695     |
| Différence:          |       | +1,75 % |